# Musała (skocznia narciarska)
Musała – kompleks czterech skoczni narciarskich w bułgarskiej miejscowości Borowec, o punktach konstrukcyjnych K90, K60, K40 oraz K15.
Miejscowość leży w zachodniej części Bułgarii (niedaleko znajduje się stolica, Sofia, która w przeszłości także posiadała skocznię narciarską). Dziś Borowec jest dużym ośrodkiem narciarskim, w którym dzięki dobremu położeniu, długo utrzymują się odpowiednie warunki śniegowe.